# 2011 dans le catholicisme
Chronologie du catholicisme
- 2007
- 2008
- 2009
- 2010
- 2011
- 2012
- 2013
- 2014
- 2015

Cet article présente les faits marquants de l'année 2011 dans le catholicisme.

## Évènements
- 1er mai : béatification de Jean-Paul II.
- 4 et 5 juin : voyage apostolique du pape en Croatie.
- 19 juin : 
  - voyage apostolique du pape à Saint-Marin.
  - béatification de Marguerite Rutan.
- 16 au 21 août : Réunion des Journées mondiales de la jeunesse à Madrid.
- 22 au 25 septembre : voyage apostolique du pape en Allemagne.
- 23 octobre : canonisation de Louis Guanella, Guy Marie Conforti et Bonifacia Rodriguez Castro.
- 18 au 20 novembre : voyage apostolique du pape au Bénin.

## Décès

### Janvier
- 8 janvier : Manuel Pestana Filho, prélat brésilien, évêque d'Anápolis (° 27 août 1928)
- 16 janvier : 
  - Hovhannes Bédros XVIII Kasparian, prélat de rite arménien, patriarche de Cilicie (° 20 janvier 1927)
  - Reinaldo Pünder, prélat et missionnaire allemand, évêque de Coroatá (° 12 janvier 1939)
- 24 janvier : Samuel Ruiz Garcia, prélat mexicain, évêque de San Cristóbal de Las Casas (° 3 novembre 1924)
- 29 janvier : Louis Pérouas, prêtre et historien français (° 9 septembre 1923)

### Février
- 15 février : Jacques Trouslard, prêtre français, spécialiste des dérives sectaires (° 25 janvier 1924)
- 27 février : Pierre Reinhart, prêtre franciscain et missionnaire français au Togo (° 19 septembre 1932)

### Mars
- 16 mars : Thomas Nkuissi, prélat camerounais, évêque de Nkongsamba (° 7 juillet 1928)
- 17 mars : Jean Fréchet, prêtre et humanitaire français (° 28 mai 1935)
- 20 mars : Agostinho Stefan Januszewicz, prélat et missionnaire polonais, évêque de Luziânia (° 29 novembre 1930)
- 27 mars : José Comblin, prêtre belge, missionnaire au Brésil (° 22 mars 1923)

### Avril
- 1er avril : Varkey Vithayathil, cardinal indien, archevêque majeur syro-malabar d'Ernakulam-Angamaly (° 29 mai 1927)
- 14 avril : 
  - Louis Dufaux, prélat français, évêque de Grenoble (° 21 octobre 1931)
  - Jean Gratton, prélat canadien, évêque de Mont-Laurier (° 4 décembre 1924)
- 18 avril : Giovanni Saldarini, cardinal italien, archevêque de Turin (° 11 décembre 1924)

### Mai
- 1er mai : Agustín García-Gasco, cardinal espagnol, archevêque de Valence (° 12 février 1931)
- 4 mai : Jacques Georges Habib Hafouri, prélat syrien de rite syriaque, archevêque de Hassaké-Nisibe (° 20 août 1916)
- 11 mai : Albert Kanene Obiefuna, prélat nigérian, archevêque d'Onitsha (° 30 janvier 1930)
- 18 mai : Tito Centi, prêtre dominicain, philosophe et théologien italien (° 30 octobre 1915)
- 23 mai : Karel Otčenášek, prélat tchèque, évêque de Hradec Králové (de) (° 13 avril 1920)
- 29 mai : Raymond Boyer, prêtre, archéologue, chercheur et érudit français (° 13 juin 1925)

### Juin
- 11 juin : Robert de Boissonneaux de Chevigny, prélat spiritain et missionnaire français, évêque de Nouakchott (° 2 août 1920)
- 30 juin : Georg Sterzinsky, cardinal allemand, archevêque de Berlin (° 9 février 1936)

### Juillet
- 9 juillet : Robert Pléty, prêtre, pédagogue et chercheur français (° 29 juin 1921)
- 11 juillet : Michael Evans, prélat britannique, évêque d'Est Anglie (° 10 août 1951)
- 16 juillet : Cesare Mazzolari, prélat et missionnaire italien, évêque de Rumbek (° 9 février 1937)
- 21 juillet : 
  - Pedro Claro Meurice Estiu, prélat cubain, archevêque de Santiago de Cuba (° 23 février 1932)
  - Casimir Świątek, cardinal biélorusse, archevêque de Minsk (° 21 octobre 1914)
- 24 juillet : Virgilio Noè, cardinal italien de la Curie, précédemment archevêque titulaire de Voncaria (de) (° 30 mars 1922)
- 27 juillet : 
  - Rudolf Baláž, prélat tchèque, évêque de Banská Bystrica (° 20 novembre 1940)
  - Richard Rutt, évêque anglican britannique devenu prêtre catholique (° 27 août 1925)
  - Pietro Sambi, prélat italien, diplomate du Saint-Siège et archevêque titulaire de Belcastro (° 27 juin 1938)
  - Francis John Spence, prélat canadien, archevêque de Kingston (° 3 juin 1926)

### Août
- 9 août : Adolphe-Marie Hardy, prélat français, évêque de Beauvais (° 23 juillet 1920)
- 12 août : Austin-Emile Burke, prélat canadien, archevêque de Halifax (° 22 janvier 1922)
- 26 août : Aloysius Ambrozic, cardinal canadien, archevêque de Toronto (° 27 janvier 1930)
- 28 août : 
  - Jean Monbourquette, prêtre et psychologue canadien (° 1933)
  - Bruno Gamberini (pt), prélat brésilien, archevêque de Campinas, précédemment évêque de Bragança Paulista (pt) (° 16 juillet 1950)

### Septembre
- 3 septembre : Andrzej Maria Deskur, cardinal polonais de la Curie (° 29 février 1924)
- 6 septembre : Raphaël Marie Ze, prélat camerounais, évêque de Sangmélima (° 4 novembre 1932)
- 9 septembre : Ignace Matondo, prélat congolais, évêque de Molegbe (° 12 avril 1932)
- 23 septembre : Hubert Constant, prélat haïtien, archevêque de Cap-Haïtien (° 18 septembre 1931)

### Octobre
- 14 octobre : Adalbert de Vogüé, moine bénédictin et historien français (° 4 décembre 1924)
- 20 octobre : John Bosco Manat Chuabsamai, prélat thaïlandais, évêque de Ratchaburi (° 31 octobre 1935)

### Novembre
- 4 novembre : Dieudonné Yougbaré, prélat burkinabé, premier évêque originaire d'Afrique occidentale, évêque de Koupéla (° 16 février 1917)
- 14 novembre : Maurice Gaidon, prélat français, évêque de Cahors (° 17 janvier 1928)
- 16 novembre : Jacobus Duivenvoorde, prélat et missionnaire néerlandais, archevêque de Merauke (° 15 novembre 1928)
- 29 novembre : Donatus Djagom, prélat indonésien, archevêque d'Ende (° 10 mai 1919)

### Décembre
- 2 décembre : Lolesio Fuahea, prélat français, évêque de Wallis-et-Futuna (° 5 septembre 1927)
- 5 décembre : Jorge-Maria Hourton Poisson, prélat et missionnaire français, évêque auxiliaire de Temuco et évêque titulaire de Materiana (de) (° 27 mai 1926
- 11 décembre : John Patrick Foley, cardinal américain de la Curie (° 11 novembre 1935)
- 21 décembre : 
  - Francis Braganza, prélat jésuite indien, évêque de Baroda (° 29 janvier 1922)
  - Jean Urkia,	prélat et missionnaire français, vicaire apostolique de Paksé et évêque titulaire de Masclianae (de) (° 27 novembre 1918)
- 24 décembre, Armando Brambilla, prélat italien, évêque auxiliaire de Rome et évêque titulaire d'Iomnium (de) (° 21 janvier 1942)